# Хајен
Хајен (њем. Heyen) општина је у њемачкој савезној држави Доња Саксонија. Једно је од 32 општинска средишта округа Холцминден. Према процјени из 2010. у општини је живјело 483 становника. Посједује регионалну шифру (AGS) 3255020.

## Географски и демографски подаци
Хајен се налази у савезној држави Доња Саксонија у округу Холцминден. Општина се налази на надморској висини од 138 метара. Површина општине износи 8,3 km². У самом мјесту је, према процјени из 2010. године, живјело 483 становника. Просјечна густина становништва износи 58 становника/km².